# Велиоглу, Таха Джан
Таха Джан Велиоглу (тур. Taha Can Velioğlu; 21 февраля 1994 года, Сакарья) — турецкий футболист, играющий на позиции защитника. Ныне выступает за турецкий клуб «Эюпспор».

## Клубная карьера
Родившийся в Сакарье Таха Джан Велиоглу — воспитанник турецкого клуба «Бурсаспор». 19 мая 2013 года он дебютировал в турецкой Суперлиге, выйдя в основном составе в гостевом поединке против «Генчлербирлиги». Этот эпизод так и остаётся единственным (по состоянию на апрель 2018 года) появлением футболиста в главной турецкой лиге. В августе 2013 года Таха Джан Велиоглу перешёл в клуб Первой лиги «Буджаспор». 18 августа того же года он забил свой первый гол на профессиональном уровне, открыв счёт в домашнем матче с «Кахраманмарашспором».
Первую половину 2016 года Таха Джан Велиоглу провёл за клуб Третьей лиги «Анкара Адлиеспор», а с лета того же года играл за команду Первой лиги «Денизлиспор», до тех пор, пока она не вышла в Суперлигу в 2019 году. Полгода защитник провёл в составе «Манисы» из Второй лиги, а с января 2020 года играет за клуб «Эюпспор».